# Kitsissunnguit
Kitsissunnguit (nach alter Rechtschreibung Kitsigsúnguit; „die kleinen Westlichen“; dänisch Grønne Ejland „Grünes Eiland“) ist eine grönländische Inselgruppe in den Distrikten Aasiaat und Qasigiannguit in der Kommune Qeqertalik.

## Geografie
Kitsissunnguit liegt auf halber Strecke zwischen den Orten Akunnaaq und Qasigiannguit im südöstlichen Bereich der Diskobucht. Die Inselgruppe besteht aus einer Kette von flachen Inseln. Ganz im Westen befindet sich die Inselgruppe Saattuarsuit, deren größte Insel unter 2 ha groß ist. Südöstlich davon liegt die Insel Niaqornaq (0,5 km²) und östlich davon Basisø (3,3 km²). Südöstlich davon liegen durch den Sund Innarsuatsiaap Ikerasaa getrennt die beiden Inseln Innarsuatsiaq (1,1 km²) und Angissat (3,6 km²). Dazu kommen mehrere maximal 1 ha große Schären. Der größte Teil der Inselgruppe gehört zum Distrikt Aasiaat, lediglich Angissat gehört zum Distrikt Qasigiannguit.

## Geschichte
Zu Beginn der Kolonialzeit war die Inselgruppe bewohnt. 1737 fand Poul Egede Häuser auf mehreren der Inseln vor. 1791 waren sie immer noch bewohnt und die Bewohner gehörten zum Kolonialdistrikt Christianshaab, aber nur ein Jahr später besuchte Inspektor Børge Johan Schultz die Inseln und traf niemanden mehr. Es heißt, dass im November 1791 der Kolonialverwalter Andreas Lauridsen Nørregaard mit einigen Männern mit dem Schiff in einen Sturm geriet und verschollen ging. Die verwesten Leichen von Nørregaard und einem anderen Besatzungsmitglied wurden erst im Februar 1792 auf der Inselgruppe gefunden. Berichten zufolge waren die Bewohner geflohen, als sie unheilvolle Geräusche von einer der Inseln gehört hatten. Das waren wohl die Männer, die mit dem Schlagen auf Töpfen auf sich aufmerksam machen wollten.
Man versuchte die Inseln mehrfach wieder zu besiedeln, aber es kam zu Hungersnöten und die Bevölkerung starb immer wieder aus. 1855 wurde ein Udsted auf den Inseln errichtet, der aber nach kurzer Zeit aufgegeben wurde. Einige Menschen blieben dort aber wohnen. Anfang des 20. Jahrhunderts diente die Inselgruppe mit fünf Häusern jedoch nur noch als zeitweiliger Wohnplatz, der von Jägern von im Frühjahr und Spätsommer genutzt wurde.
Auf der Inselgruppe und den angrenzenden Gewässern befindet sich seit 2008 das Naturschutzgebiet Kitsissunnguit / Grønne Ejland.